# 富士ビル壁崩落事故
富士ビル壁崩落事故（ふじビルかべほうらくじこ）は、2003年（平成15年）3月13日、静岡県富士市吉原二丁目（吉原商店街）で、解体工事中のビルの外壁が崩落し、車道へ落下した事故。外壁や鉄骨など、総重量約37トンの落下物が、信号待ちをしていた乗用車2台を直撃し、乗車していた2人と作業員2人の計4人が死亡、2人が重軽傷を負った。
事故原因は、外壁が崩落する危険があったにも拘わらず、ワイヤで壁を牽引するなどの転落防止措置を講じずに工事を行ったためで、現場責任者3人が業務上過失致死傷罪で起訴され、2005年（平成17年）1月28日に静岡地方裁判所は、解体工事の元請けである木内建設のXと、一次下請けのフジウンノ（現・イーシーセンター）のYに禁錮1年6月、二次下請けで実際の作業を指示していた渡辺合金（現・大栄産業）のZに、禁錮1年8月の実刑判決を言い渡した。
国土交通省は本事故を受けて同年7月、「建築物の解体工事における外壁の崩落等による公衆災害防止対策に関するガイドライン」を策定した。しかし、本事故から11年が経過した2014年（平成26年）時点でも、落下防止策を法令などで義務付けることは行われておらず、類似の事故がたびたび発生する中で、強制力のないガイドラインの限界も指摘されている。
富士ビル外壁崩落死傷事故、旧ヤオハンビルの壁崩落事故などとも呼称される。

## 事故現場
本事故が発生した解体工事現場は、静岡県富士市吉原二丁目10-21に所在した、旧「富士ショッピングデパートヤオハン」のビルである。報道では「旧ヤオハンビル」「旧ヤオハン吉原店ビル」などと呼称される。
このビルは、1969年（昭和44年）3月に鉄筋コンクリート造りの4階建てのビルとして落成したが、1974年（昭和49年）に5階以上が増築され、7階建てのビルに改築されていた。この増築部分は、鉄筋コンクリート造ではなく鉄骨造で、壁は発泡コンクリート（ALC）板を嵌め込んだ比較的簡易な構造で、4階部分までとは工法が異なっていた。
1994年（平成6年）1月に、同ビルの地階から5階までのほとんどを占める、主要テナントの「八百半デパート吉原店」（売場面積：約7,500平方メートル）が、ビルのオーナーとの契約期間満了を理由として、同月末をもって撤退することを発表し、これによってショッピングセンター全館が閉店することとなった。
そののちは空きビルとなっていたが、市街地再開発事業「富士吉原二丁目地区優良建築物等整備事業」として、2002年（平成14年）10月22日より、地元の地権者らによる「富士吉原二丁目地区優良建築物建設組合」が、分譲マンション兼店舗ビルへの建て替えのため、旧ビルの解体作業に着手した。この建て替えには、富士市で初めての優良建築物等整備事業が活用されており、解体・建設費用など、総事業費18億1,189万円の一部を、国・県・市が補助することとなっていた。また富士市では、市民団体などの要望を受けて公益施設の導入も決め、市民活動支援施設やコミュニティーFM局の整備などが予定された。
ビル壁が落下した吉原本町通り（静岡県道171号吉原停車場吉原線）は、吉原商店街のメインストリートで、周辺には商店や飲食店が並び、市の中心部から沼津市方面へと向かう幹線道路でもあることから、車の交通量が多く、岳南鉄道（現・岳南電車）吉原本町駅の近くで、日中は人通りも多かった。

## 解体工事の経緯
本ビルの解体工事は、木内建設が請け負い、一次下請けとしてフジウンノ（現・イーシーセンター）、二次下請けとして渡辺合金（現・大栄産業）が関わっていた。ただし、実際の作業を行っていたのはフジウンノと渡辺合金の作業員だったため、後述の通り、事故後、これが一括下請負（丸投げ）に当たるとして、木内建設とフジウンノは15日間の営業停止処分および、2ヶ月の指名停止処分を受けている。
2002年（平成14年）10月、木内建設は翌2003年（平成15年）3月14日完工の契約で、「富士吉原二丁目地区優良建築物建設組合」から既存建築物除却工事を請け負った。しかしこの工事は、契約当初より工期的にかなり厳しいものとなっていた。木内建設専務は、事故直後の『静岡新聞』の取材に対し、「まちなかでの仕事なので、初めから工期内に終わるのは無理があると思っていた。工期延長した二十八日までに完了するのも難しかった」と述べている。
2003年1月には、工期が3月28日に延長された。この際、組合は業者側から「建物の内装が複雑な構造をしていて、予想以上に時間がかかる」との説明を受けている。さらに2月下旬には、当初の下請けであった海野工業の経営不安から、下請け業者をフジウンノと渡辺合金に変更せざるを得なくなり、この影響でさらに工事が遅延した。

## 事故の経緯

### 当日の工事状況
事故当日の2003年（平成15年）3月13日、現場では5業者の計23人が作業に従事し、朝から5階の外壁を撤去する作業が行われていた。事故当時は雨が降っていた。
本解体工事の現場責任者は、木内建設が工事課主任X（逮捕当時32歳）、フジウンノが三島支店工事部技術課員Y（逮捕当時48歳）で、渡辺合金は名目上、事故で死亡した男性C（事故当時39歳）となっていたが、Cは解体工事の経験が少なく、実際に現場指示を出していたのは専務Z（逮捕当時55歳）だった（各人の詳細は後述）。工事は渡辺合金を主体として進められており、XとYはいずれも、事前の解体計画書を遵守していなかった渡辺合金の作業方法に任せていた。各階は、通常であれば約1週間をかけて解体するが、この現場では2日程度で解体していた。
事故で崩落することになる5階の外壁部分（南西側外壁部分）は、南西側の柱よりも外へ、庇のように約1.5メートル張り出していた。また、当該外壁部分は、逆L字型をした2本の鉄骨柱のみによって鉄骨梁・コンクリートの6階床面・外壁部分を支えている「片持ち梁構造」と呼ばれる構造となっており、重心は柱の外側に掛かっていた。さらに、前述の通り、このビルは4階建ての鉄筋コンクリート造りのビルの上に、鉄骨造によって5階以上を増築した建物であり、この2本の鉄骨柱は、5階の床面部分で、鉄筋コンクリート造り部分の柱頭に、ベースプレートを介してアンカーボルトで固定されているに過ぎず、元々、引抜力に対して極めて弱い構造となっていた。増築時、4階の鉄骨と直接つなぎ合わせる工法が採られなかったのは、5階および6階の当該部分がトイレとなっており、水回りのためコンクリートが厚くなっているためだったが、この床の厚みの分重量が増しており、後述のように周囲との接続を失った南西側外壁部分が、安定性を落とす要因ともなった。
しかし、解体工事の進行により、周囲の構造物が先に解体除去されたため、南西側外壁部分は、左右の構造部分との連結が断たれ、独立して残存する形となった。また、外壁下部のコンクリートと鉄筋が、鉄筋3本だけを残して水平に切断され、外壁はかなり不安定な状態となっていたほか、柱の外側に張り出した梁上には、6階床のコンクリートのほか、6階部分の解体作業で出た10トン以上の瓦礫まで載っており、かなりの重量を有していた。そのため、2本の鉄筋柱を5階床面部分に固定しているアンカーボルトが、荷重による引抜力に耐えられなくなれば、鉄骨柱がビルの外側に向けて倒れる危険性を有する状態となっていた。
外壁の解体手順としては、最上階の7階から順に、2本の逆L字型鉄骨柱の上部にU字型の金具を取り付けてワイヤを通し、1階部分に置いた重機で引っ張ることで引き倒す、という工法が採られていた。しかし事故当時、2本の鉄骨柱にはワイヤの一端が繋がれていたが、もう一端はどこにも固定されていなかった。
本来、現場責任者である元請け・木内建設のXは、一次下請け・フジウンノのYおよび二次下請け・渡辺合金のZに指示して、またYはZらに指示して、南西側外壁部分の転倒防止措置を講じさせるべき業務上の注意義務があったが、XとYはいずれもこれを怠り、Zもこうした措置を講じないまま、ビルの他の部分の解体作業に従事した。工事開始前に下請け業者が作成した解体計画書では、「ワイヤの一端を重機もしくは反対側の未解体の建物の鉄骨などに固定する」「重機で直接、外壁を支える」などの事故防止策が盛り込まれていたが、この通りには進められていなかったということになる。
このように安全対策がとられない状況になっていた背景には、工期の遅れがあったとみられている。外壁が外へ崩落しないよう、ワイヤで固定している手順を省略していることに関しては、現場で作業をしていた他の業者から「危険ではないか」との指摘があった。崩落した5階部分より上の階も、同様に手順を省略して作業が行われていた。

### 外壁が崩落

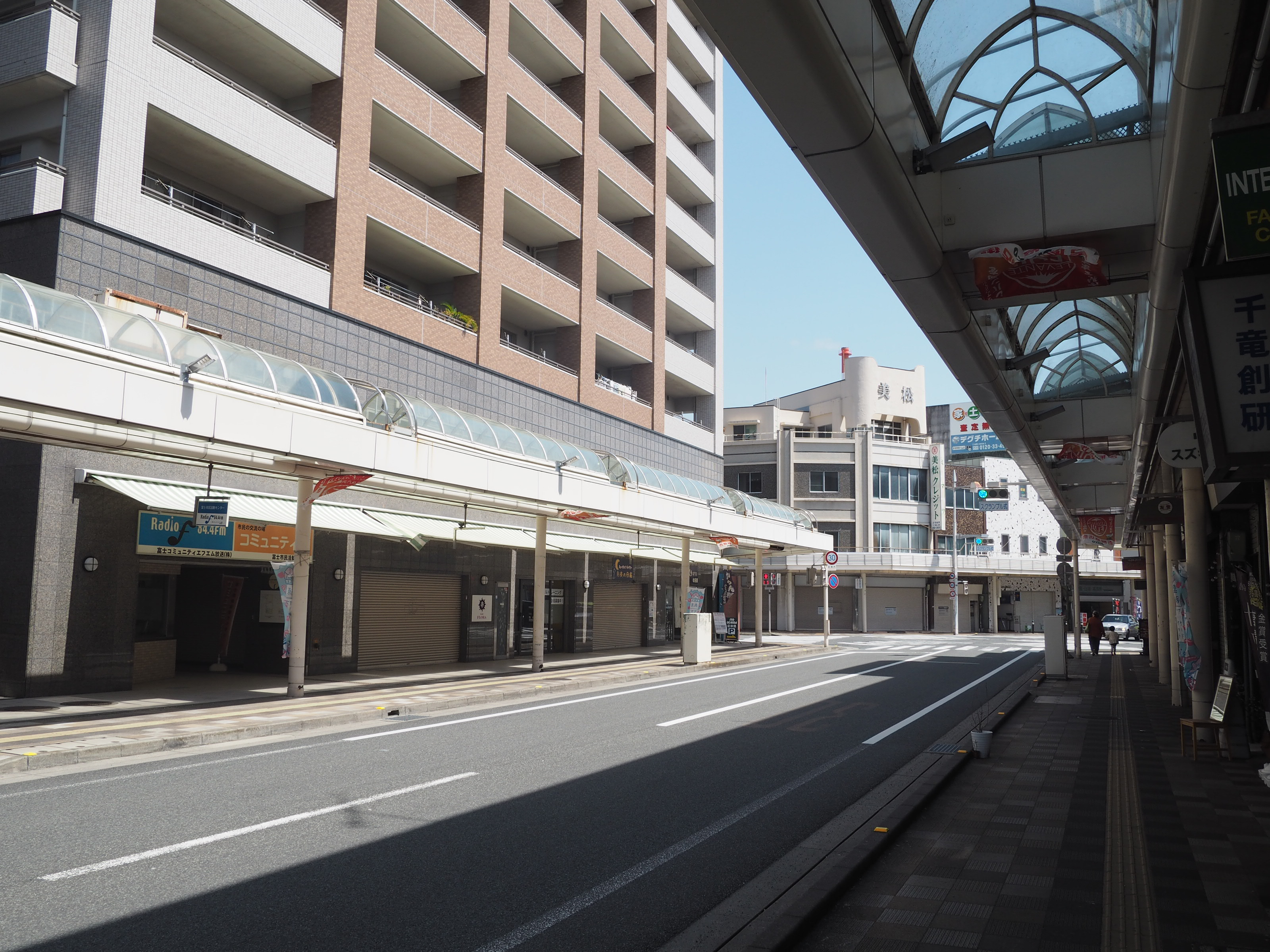
反対側から見た当時の事故現場（2025年4月）。この道路上に瓦礫が山積した。

15時30分ごろ、南西側外壁部分を支える2本の鉄骨柱に対し、鉄骨梁、コンクリートの6階床面、外壁部分などの荷重による過大な引抜力が作用したことによって、当該南西側外壁部分が、南側の吉原本町通り（静岡県道171号吉原停車場吉原線）に向かって崩れ落ちた。崩落の瞬間には、そばにいた作業員が「ボキッ」という大きな音を聞いている。
落下したのは、高さ2.6メートルの2本の柱、これと一体となった幅11.6メートル・奥行2.7メートルの天井の梁の鉄骨、梁に張られた厚さ約20センチの6階部分のコンクリートの床、柱と反対の外側に、柱の間隔の幅7.2メートル分のみ残存していた厚さ10センチの軽量コンクリート壁、崩落した6階床面に積まれていたコンクリート片の瓦礫など、総重量37トン分だった。南西側外壁部分附近で作業をしていた解体作業責任者の男性C（当時39歳）と作業員の男性D（当時27歳）も、崩落した壁とともに落下した。
これらの落下物により、信号待ちで停車していた乗用車2台が下敷きとなり、原型を留めないほどに潰れ、エンジン部分などが爆発、炎上した。下敷きになった2台のうち、一方の乗用車にいた男性A（当時40歳）、もう一方の乗用車にいた女性B（当時29歳）、壁とともに落下した男性Cの、3人が現場で死亡。男性Dは、意識不明の重体で病院へ搬送されたが重体で、2日後の3月15日に死亡した。
また、Aの車に同乗していた女性（43歳）は足首を骨折（左腓骨骨幹部骨折）するなどし、入院を含む加療期間約204日間を要する傷害を負った。Bの長男である2歳男児は、母親とともに乗車していたワゴン車が瓦礫に完全に覆われ、押し潰された状態だったが、落下した鉄骨がずれた箇所にできた、最後部の屋根とシートとの間の15センチの空間で生存しており、救急隊によって救出されたため、「奇跡の救出」と報じられた。当該男児も、煙を吸い込むなどして、入院加療約8日間を要する気道熱傷等の傷害を負っている。
死者4人の詳細は以下の通り。
- 男性A（当時40歳／富士市新橋町）[13] - 路上の乗用車内で落下物の下敷きになり[13]、事故現場で即死。死因は胸部内臓破裂脱出[41]。
- 女性B（当時29歳／駿東郡清水町長沢）[13] - 路上の乗用車内で落下物の下敷きになり[13]、事故現場で即死。死因は頭蓋内出血[41]。同じ車内にいた長男（当時2歳）は奇跡的に救出された[42]。
- 男性C（当時39歳／富士宮市大岩）[13] - 解体工事の作業員で、崩落した壁とともに落下し[13]、事故現場で即死。死因は胸腹部内臓破裂脱出[41]。二次下請けである渡辺合金の役員だったが、名目上の主任技術者であり事故の責任は問えないとして、立件は見送られている[9]。
- 男性D（当時27歳／富士市富士見台）[13] - 解体工事の作業員で、崩落した壁とともに落下し[34][注 8]、17時19分に富士市立中央病院に搬送されたが重体で[29]、3月15日6時20分ごろ、骨盤骨折等に伴う出血性ショックによる多臓器不全により死亡[41]。

富士市立中央病院では15時40分に富士市役所からの要請で、通常4人の看護師を30人に増やして負傷者の搬送に備え、16時35分に男性Aの車に同乗していた女性が最初に搬送された。17時19分には重体の男性Dが、17時35分には、女性Bの車に同乗していた男児が搬送された。
壁が崩落した道路は間もなく通行止めとなり、重機によって鉄板や瓦礫の撤去作業が開始された。19時過ぎに瓦礫の撤去作業が終了し、二次被害防止のため、崩れ残った5階の外壁やビルを囲む足場も、クレーンによって道路上に落とす形で取り壊された。20時過ぎには、現場周辺の約100メートルを残して、通行規制が解除された。

## 事故直後

### 行政機関の対処
事故当日の13日中に、静岡労働局は重大災害対策本部を設置し、対策と調査を開始している。対策本部を設置するほどの重大な事故は、静岡駅前地下街爆発事故（1980年／静岡市）やつま恋ガス爆発事故（1983年／掛川市）以来のことだった。
富士市は14日午前、工事の事業主体の「富士吉原二丁目地区優良建築物建設組合」と工事請負業者の木内建設に対し、工事停止命令を出した。建築基準法の「工事用の工作物の倒壊等による危害を防止するための必要な措置」に違反したことが事故原因と考えられることによる判断で、同法の規定に則り、施行の停止を命令すると同時に、木内建設へ「事故原因と今後の工事を進める上での安全対策についての報告」を速やかに提出するように求めた。
また同14日には、富士警察署の署員が業務上過失致死傷容疑で現場検証を開始し、静岡労働局と厚生労働省労働基準局安全衛生部安全課建設安全対策室なども、労働安全衛生法違反などの疑いで、警察と合同で調査を開始している。さらに同日、国土交通省住宅局・中部地方整備局の職員も現地調査を行っている。20日に警察の現場検証は終了し、床に埋め込まれていた2本の鉄骨柱が、ベースプレートごと抜け落ちていたことなどが確認された。
3月18日に、国土交通省総合政策局局長・住宅局局長からそれぞれ、「建設工事現場における安全確保について」（国総建第378号／関係団体宛）と「建築物の除却工事における危害防止対策について」（国住指第8548号／都道府県知事宛）として、通知が発出された。また同省は、地方公共団体に対して、大規模な建築物の除却工事の現場の状況についての報告も依頼している。
同日、厚生労働省労働基準局局長も、「コンクリート造の工作物の解体工事における労働災害防止対策の徹底について」（基発第0318002号／関係団体宛）を発出し、全国解体工事業団体連合会など6団体に、作業の際の事故防止策を徹底するよう要請。事前に建物の亀裂の有無や、増改築部分などの構造上弱い部分の調査を、綿密に行うことを求めた。
全面通行止めとなっていた現場の道路は、15日朝から片側交互通行で交通が再開され、同日夕には事故によって外れたビル外側の防護ネットなどの安全対策が完了したのに伴い、2日ぶりに全面開通となった。

### 周辺の動き
吉原商店街振興組合青年部は、事故翌日の3月14日夜に開いた定期朝市「こちよし」実行委員会で、「亡くなった方や遺族の気持ちを考えるべき」として、次回22日の朝市開催延期と、現場への献花台の設置を決定。翌15日に、ビル南側の通りに献花台を設置している。
事故から1週間となる3月20日には、吉原商店街有志や地区の活性化に取り組むNPO法人の主催で、犠牲者の追悼献花式がビル前で行われ、商店街関係者や市民ら150人が参列した。また4月21日には、市内の妙覚寺住職の呼び掛けにより、全国の日蓮宗僧侶から成る「日蓮宗伝道隊」により、四十九日を前にしての法要が、同じく事故現場にて営まれ、7人が読経、商店街店主や工事関係者ら約30人が出席した。
3月24日、富士市長の鈴木尚は2月定例議会最終本会議にて、本事故の犠牲者に改めて哀悼の意を表するとともに、ビルの再開発事業の支援について「にぎわいのある中心市街地の再生とまちの活性化になり得る事業として大きな期待をされている」「今後も継続して支援していきたい」とし、条件が整った段階で工事停止命令を解除する方針や、建て替え後のビルの市施設への導入も、予定通り進める予定を示した。

## 工事再開へ
5月9日、木内建設は事故の再発防止策を盛り込んだ報告書を提出。報告書では、崩落した道路側から解体を進めるなどして、一部作業手順を変更することや、道路側の足場を強固にすることなどが盛り込まれた一方、事故原因については「調査中」とした。
これを受けて富士市は、建築基準法に基づく建築物の倒壊などによる危険防止に必要な措置が講じられたと判断し、5月21日、事故翌日に出した工事停止命令を解除した。
6月20日、木内建設は工事再開に向けた説明会を市内で開催し、事故原因について「具体的な工法、手順の計画、解体部の安定の確認などの事前調査が不十分だった」「（崩落部が）外側に重心がかかる構造だった」「不安定な状態なのに十分な転倒防止措置をとっていなかった」などを挙げ、再発防止策として「構造の再調査の実施」「支柱を立てたり、あらかじめワイヤで内側に張るなどの崩落防止」「常駐監督スタッフの増員など施行監理体制の見直し」などを挙げた。これを受け、住民側は24日からの再開を了承した。
6月24日に工事は予定通り再開され、崩れた足場の復旧作業などが開始された。
10月30日に、木内建設は解体現場の最後の整備作業を終えて、市の建築指導課へ経過報告し、翌31日の「富士吉原二丁目地区優良建築物建設組合」への最終報告をもって、解体工事を完了した。一方、遺族や警察を初めとする関係官庁への対応は、今後も継続していくとした。

## 逮捕・起訴
事故発生の翌14日には、静岡県警察捜査一課と富士警察署が依頼を鑑定した神奈川県の私立大学教授（建築材料等が専門）が、現場を訪れて鑑定を行っており、9月下旬に県警は、「作業手順に不備があった」との鑑定書の提出を受けた。
2004年（平成16年）6月7日までに、静岡県警察捜査一課と富士警察署は、工事責任者4人の刑事責任を追及する方針を固めた。専門家に依頼した鑑定などをもとに、工事の安全管理が不充分だった・業者の作業手順に問題があった・事故を予見することは可能だった、などと分析したほか、一般通行車両を巻き込んだ事故の重大性や、事故の与えた社会的影響などを考慮しての決定だった。
6月8日、県警捜査一課と富士署は、解体工事の現場責任者3人を、業務上過失致死傷罪の容疑で逮捕した。事故で死亡した、渡辺合金の主任技術者の男性Cについても、被疑者死亡のまま静岡地検に書類送致した。
工事責任者3人の詳細は以下の通り。
- 木内建設工事課主任X（逮捕当時32歳／静岡市末広町）[37][9] - 逮捕者の中で唯一、本解体工事の契約当初から関与していた。建築工学の専門学校を卒業後、木内建設に入社し、建築工事の施工管理業務に関しては約10年の経験を有していた。その間に、1級建築士・1級建築施工管理技士の受験資格を得て、事故当時は合格に向けた勉強も行っていた[54]。
- フジウンノ三島支店工事部技術課員Y（逮捕当時48歳／沼津市根古屋）[37][9] - 解体工事の途中である2003年2月26日から参加。1級土木施工管理技士・コンクリート造の工作物の解体等作業主任者・2級建築施工管理技士等の資格を有しており、本事故の10年以上前から建設会社等に勤務し、長年に渡り、5階建てほどのビルを含む、建築物解体工事の現場責任者を務めていた[35]。
- 渡辺合金専務Z（逮捕当時55歳／富士市中野）[37][9] - 解体工事の途中である2003年2月10日から参加。建物解体に関しては二十余年の経験があり、コンクリート造の工作物の解体等作業主任者の資格を有していた[35]。本解体工事では、渡辺合金の作業員や下請業者を指揮し、工事の実施を監督するとともに、自ら重機オペレーターとして工事業務に従事していた[34]。

6月29日、静岡地方検察庁は業務上過失致死傷罪により、解体工事の責任者3人を静岡地方裁判所へ起訴した。渡辺合金役員の男性Cについては、名目上の主任技術者で、事故の責任は問えないとして、立件は見送られた。

## 行政処分

### 工事計画書未提出で罰金
工事関係者が逮捕された翌日の2004年（平成16年）6月9日には、静岡労働局が、工事計画書の届け出を故意に怠っていたとして、木内建設の建築部長（当時61歳）と渡辺合金の社長（当時65歳）の2人を、労働安全衛生法違反の疑いで、静岡地検に書類送致した。
本来、高さ31メートルを超える建築物の解体工事は、着工の14日前までに工事計画を富士労働基準監督署へ提出する必要があったが、木内建設から実際に届け出がなされたのは、着工日の2002年10月22日から約1ヶ月後の11月下旬だった。また渡辺合金は、本ビルの解体作業に関する明確な作業計画を作成せずに従業員に解体作業（2003年2月10日 - 3月13日）を行わせ、倒壊の危険を防止する措置を行っていなかったほか、高さ5メートルを超える建築物の解体作業に必要な作業主任者を選任していなかった疑いがもたれた。木内建設部長はその後の静岡区検察庁の調べに対し、「工期が迫り、着工を急ぐため、計画書の届け出を後にした」などと供述している。
12月22日、静岡地方裁判所静岡区検察庁は、木内建設と同社の建築部長（略式命令当時62歳）を、労働安全衛生法違反の罪で略式起訴。12月27日に、静岡地裁静岡簡易裁判所は、両者にそれぞれ罰金50万円の略式命令を下した。
一方、渡辺合金と同社社長には同日、静岡区検により「現実的には一次下請け業者が計画を立てるのを前提とした工事で、二次下請け業者だけの責任は問えない」として、起訴猶予処分が下された。

### 不適切施工と一括請負で営業停止
2005年（平成17年）8月4日、国土交通省中部地方整備局と静岡県は、木内建設・フジウンノ・大栄産業（旧・渡辺合金）に、建設業法に基づき、営業停止の監督処分を行った。7月に、後述の刑事裁判の控訴審判決で一審判決が支持されたことにより、「事実関係が確定した」として決定されたもので、3社はいずれも、適切な施工を行わなかったことによって公衆に災害を生じさせたことを理由とする営業停止7日間を命じられた。
ただし、木内建設とフジウンノは、一括工事請負の事実が建設業法違反に当たるとして、さらに15日間の営業停止処分を追加されたため、結果として木内建設とフジウンノは22日間（8月19日 - 9月9日）、大栄産業は7日間（8月19日 - 8月25日）まで、民間工事にかかる部分の営業停止処分を下されることとなった。

### 2回の指名停止
2004年6月16日、各社の現場責任者3人が業務上過失致死傷容疑で逮捕されたことに伴い、静岡県は木内建設・フジウンノ・渡辺合金の3社を、県指名停止措置要綱に基づき、3ヶ月の指名停止処分とした。
2005年8月9日には、静岡県は同要綱に基づき、木内建設とフジウンノを2ヶ月の指名停止処分とした。両社間で工事の一括下請負の事実が判明し、建設業法違反に当たるとして、国と県から営業停止の監督処分を受けたことによる措置だった。

## 刑事裁判

### 求刑まで
2004年（平成16年）9月13日、現場責任者3人の初公判が静岡地方裁判所（竹花俊德裁判長）で開かれ、3人はいずれも全面的に起訴事実を認めた。取り調べの時点で、3人はいずれも迫っていた工期を気にしていたことを認め、「被害者に申し訳ない」と述べており、検察側が読み上げた3人の供述調書では、被告はそれぞれ以下のように説明していた。
- X（木内建設） - 当初から工期が足りなかった。（市の）補助事業ということで、簡単に工期の先延ばしもできなかった。下請けの方が経験豊富なので、自分が口を出すことで工事が止まっては困ると思い、適切な指示が出せなかった。
- Y（フジウンノ） - 安全措置が必要なのは十分認識していた。指示できなかったのは、（二次下請け業者の）渡辺の方が経験豊富で、任せておけばうまくいくだろうという思いがあった。
- Z（渡辺合金） - 受注自体に反対だったが、フジウンノとの関係があり、社長が引き受け、現場に行かざるを得なかった。通常の手順では工期に間に合わない。十分な準備期間がなく、計画書・手順書も現場に示されない。工期が迫り、一つ一つの手順を確認する余裕はなかった。

そのほか、公判でXは「専門家にすべて任せておけばいいと思っていた」とし、解体作業の手順を殆ど理解しないまま工事責任者を引き受けたことを認めたほか、Yは「渡辺合金の経験に頼り切っていた。工事に口を出したことはなかった」と、解体工事の丸投げについて述べた。
10月18日に静岡地裁で論告求刑公判が開かれ、検察側は3人に、いずれも禁錮2年6月を求刑した。この日の公判では、証人として出廷した木内建設幹部への尋問で、同社は以前にも、元請けになったビル解体工事現場で、壁をビルの外側に崩落させるというミスを起こしていたことが明らかになっている。この崩落事故は約10年前に県内で発生したもので、負傷者はなかった。Xは「以前にも崩落事故があったことは、知識としてはあった。入社して間もなくのころ、会議で資料が回ってきた」と供述した。
検察側は「工事の進行に気を奪われ、転倒防止措置をとらなかったため事故が発生し、工事と無関係な人も巻き込んだ」とし、また、木内建設が以前のミスの発生後、会社として再発防止策を怠っていたことも、事故の原因となったと指摘した。

### 判決
2005年（平成17年）1月28日に判決公判が開かれ、静岡地裁（竹花俊德裁判長）はZに禁錮1年8月、XとYに禁錮1年6月の実刑判決を言い渡した。公判において、被告人3人はいずれも起訴事実を素直に認めて反省しており、遺族との間で示談も成立していたため、執行猶予付きの判決も予想されていたとされる。
判決では、「本件解体工事は、契約当初から工期的にかなり厳しいものであったため、被告人らの関心が主として、いかに効率よく工事を進め工期を短縮するかの方に向かいがちになるような状況にあったこと」を認め、「このこと自体は被告人らのみを責めることができない事情である」とした一方で、南西側外壁等部分の転倒転落の危険性や、転倒転落した場合に極めて悲惨な結果になることは、極めて容易に予見できるものであったとし、また、いずれすぐに鉄骨柱にロープを繋いで引き倒すことになるのであるから、作業の段取りからしても、外壁等が独立して残存するようになる前に、ロープで固定して支えておくことは困難ではないとし、工期の点は「被告人らの過失に対する非難可能性の程度を判断するに当たっては、工期の点を多大に考慮することはできないというほかない」とした。
また、本解体工事に当たって作業計画や作業手順に関する書面も、形だけのものしか作成されず、実際の作業の基準となっていないことや、YおよびZは解体工事の途中で参加したことを考慮しつつも、3人がいずれもその経歴（#逮捕・起訴を参照）からして、「本件崩落部分の有する危険性を容易に認識であることは明らかである」とした。そして「被告人らの過失により、4名もの尊い生命が失われたほか、2名が傷害（うち1名は重傷）を負ったもので、結果も非常に重大である。亡くなった被害者らの、突如として生命を奪われた無念さは計り知れないし、また、それぞれの遺族に及ぼした影響も相当深刻である。幸いにして一命を取り留めた2名の被害者の受けた肉体的、精神的苦痛も甚大である。特に、本件が、商店街の一角で発生し、本件解体工事とは何の関わりもない、たまたま付近道路を通行していただけの者2名を死亡させ、2名に傷害を負わせている点は、社会に与えた衝撃が大きく、量刑上も重く見ざるを得ない」と指弾した。
その上で、工期の事情や、実際に使用される作業計画等が作成されていないことのほか、3人がいずれも落ち度を認めて反省の情を示していること、3人の勤務する各会社が、全ての被害者との関係で示談を成立させていること、上司や妻が被告人らのために証言していること、一般の前科前歴がいずれもないことなど、最大限に被告人らに有利な事情を考慮しても、刑の執行を猶予するのを相当と認めることはできないとし、実刑に処するとした。また、現場で作業員に具体的な作業手順の指揮を行っていたZの責任については、他の2人よりも重いとした。
3人は、刑が重すぎるとして、直ちに控訴した。
7月20日、東京高等裁判所（原田國男裁判長）で控訴審判決公判が開かれ、原田裁判長は一審判決を支持し、被告側の控訴を棄却した。

## 影響
事故から約3ヶ月後の6月12日、静岡県建設解体業団体連合会（現・静岡県解体工事業協会）は本事故を受けて、静岡市南町で特別安全研修会を開催し、加盟各社の代表など約200名が参加。パネル討論や安全講話を行い、事故の再発を防ぐための方策を確認している。
また本事故は、『読売新聞』静岡版による2003年の「県内10大ニュース」では、第3位（171票）に選出された。

### 国交省がガイドラインを策定

#### 検討会による策定経緯
本事故発生当時、解体工事を安全に施工するためのルールは未整備で、建築基準法施行令では、落下物の危険性がある場合は鉄網や帆布で覆うなどの措置を求めていたが、あくまでも小さな破片などの飛散防止策であり、大規模な重量物の落下を想定したものではなかった。そのため、本事故を受けて、解体物の落下防止についての初の指針作りが進められた。
国土交通省はこのため、建築専門家で再発防止策を検討する「建築物の解体工事の事故防止策に関する検討委員会」を設置した。委員長は北海道大学大学院工学研究科教授の石山祐二が務め、3月31日に開かれた初会合（第1回検討会）では、「何十年も前の建築物では設計図書が残されていない」「解体工事には建築物について事前の調査が必要だが、多くの時間や費用を掛けられずに工事が進められがち」などと、一般的な解体工事の現状を指摘する意見が出た。
その後、委員会は5月20日に第2回検討会、6月26日に第3回検討会を開催してのち、「建築物の解体工事における外壁の崩落等による公衆災害防止対策に関するガイドライン」の案を取りまとめ、7月3日付で、国交省総合政策局長および住宅局長は、都道府県知事宛に「建築物の解体工事における外壁の崩落等による公衆災害防止対策に関するガイドラインについて」（国総建第103号・国住防第3号）との通知を発出した。

#### 評価とその後の活用
この指針では、外壁の張り出し部などは落下しないよう支える・余裕ある工期と工事費を確保する・新築、改築時の設計図を保存する、などといった事項を解体業者とともに発注者側にも求めており、日本大学名誉教授（コンクリート工学）の笠井芳夫は、「必要な注意点が良くまとまっている。あまり保管されていなかった設計図の保存を明文化したことも評価できる」としている。一方で『読売新聞』は、解体工事の安全確保に向けた一歩の前進ではあると評価しつつも、解体業界は明らかな買い手市場で、多くの会社が価格競争を展開しており、低価格の発注と短い工期での作業を強いられる中で、金と工期の掛かる安全策強化の実効性には疑問があるとし、「惨事の再発防止には、罰則規定を含む落下防止策の義務づけや、国の資格制度を創設して業界全体の技術力を向上させることも検討の余地がある」と述べている。
2010年（平成22年）10月には、岐阜県岐阜市で、通行中の女子高生が倒壊した解体工事中の建物の外壁の下敷きになって死亡する事故が発生し、全国解体工事業団体連合会は加盟する約1,500社の会員企業に、本ガイドラインの順守を通知している。しかし『日本経済新聞』はガイドラインについて、「現場ではコスト削減が優先され、徹底されていない」「強制力はなく、対応は業者任せになっているのが現状だ」として、法規制を含めて検討すべきだとする専門家の意見などを紹介している。
2014年（平成26年）4月に、兵庫県神戸市中央区のビル解体現場で足場が県道に向かって倒壊し、通行人の男女2人が重軽傷を負う事故が発生した際にも、『朝日新聞』は本ガイドラインを制定経緯とともに紹介しつつ、「しかし、倒壊を防ぐ具体的な方策は盛り込まれておらず、法令にも特段の定めはない。安全対策は業界任せが実情だ」と述べている。

## その後

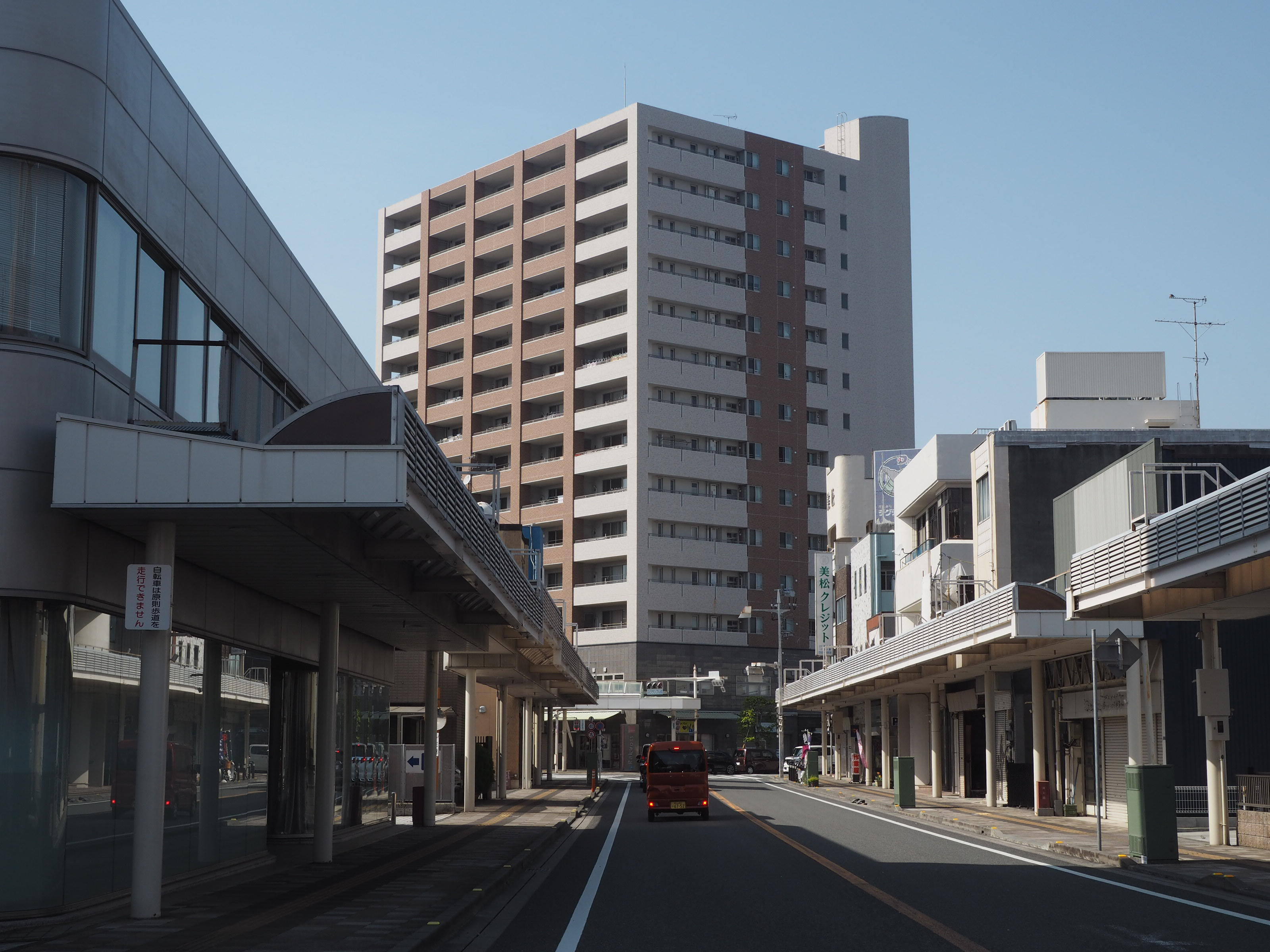
旧ヤオハンビル跡地に建設された「ラクロス吉原」（2025年4月）

吉原商店街では、ヤオハン吉原店の撤退後に客足が減り、シャッター通り化が進んでいたため、商店街を再活性化させる起爆剤として、新ビルに寄せる期待は大きかった。そのため、本事故の発生は地元住民に大きな衝撃を与え、事故によって人通りが減るのではないかと、地域経済に与える影響を危惧する声も上がった。
当初の計画では、旧ヤオハンビルを2002年度中に解体後、2003年6月に新ビルを着工し、2005年2月に完工する予定だった。しかし事故の影響で計画は大幅に遅れ、実際に新ビルである店舗兼分譲マンションの建設が開始されたのは、2003年11月13日のことだった。
2005年（平成17年）8月24日、旧ヤオハンビル跡地には、地上14階建ての再開発ビル「ラクロス吉原」が完成し、竣工式が催された。ラクロス吉原は、店舗・分譲マンション・駐車場を備え、NPO法人育成や市民活動支援に取り組む「富士市民活動センター」や、コミュニティーFM放送局（富士コミュニティエフエム放送）が入居することとなっている。